# Nizza (torrente)
Il Nizza è un torrente della Lombardia che scorre nell'Oltrepò Pavese formandovi l'omonima valle.
Lungo 14,83 km, è affluente di sinistra dello Staffora, a sua volta affluente del Po.

## Percorso
Il torrente nasce in comune di Varzi sull'Appennino ligure, poco ad est del Monte Cucco (862 m). Scorrendo inizialmente in direzione nord entra in breve in comune di Val di Nizza e, in vista di Sant'Albano di Bobbio, ruota verso ovest. Con un ampio arco percorre l'omonima Valle Nizza e, poggiando lievemente a sud est, entra in comune di Ponte Nizza. Raggiuntone il capoluogo viene scavalcato dalla SS 461 e dalla ex-ferrovia Voghera Varzi, e confluisce infine nello Staffora alla quota di 253 m di quota, al confine tra i comuni di Ponte Nizza e di Cecima.

## Affluenti
- Destra idrografica:
  - Rio Sbessano,
  - Rio Magaglia.
- Sinistra idrografica:
  - Rio Begna.

## Geologia
Fin dall'Ottocento è nota, nei pressi del torrente, la presenza di esemplari arborei fossilizzati.

## Pesca
Nel torrente a monte del Molino Cassano e nella maggior parte dei suoi affluenti è vietata la pesca tra la prima
domenica di ottobre e l’ultima di febbraio; a valle invece i calendari di pesca si differenziano in base alle specie.

## Cartografia
- Cartografia ufficiale italiana in scala 1:25.000 e 1:100.000, Istituto Geografico Militare. URL consultato il 24 febbraio 2018.